# Felemelés
A science fiction irodalomban a felemelés (uplift) az állatok intelligens fajjá történő transzformációja vagy továbbfejlesztése más, már intelligens lények által. Az elképzelés David Brin Uplift-univerzumban játszódó sorozatában és más sci-fi művekben is megjelenik.

## A fogalom előtörténete
A felemelés koncepciója H. G. Wells Dr. Moreau szigete című 1896-os regényében jelenik meg, melynek tudós címszereplője operációk és pszichológiai módszerek segítségével állatokat alakít át rémisztő, félresikerült emberutánzatokká. A létrejött állat-emberek rögeszmésen mondják fel a Törvényt, ami az állati viselkedéshez való visszatérést tiltó parancsolatokból áll, s melynek refrénje: „Are we not men?”. Wells regényei a viktoriánus kor élveboncolással és az erkölcsi korlátok nélküli tudományos kísérletezéssel szembeni aggályait visszhangozzák.
A korai irodalmi példák közé tartoznak L. Sprague de Camp Johnny Black-történetei (első közöttük a The Command („A parancs”) című egy az emberi értelem szintjére felemelt baribálról, melyek az Astounding Science-Fiction magazinban jelentek meg 1938-1940 között. Olaf Stapledon Szíriuszának főszereplője egy emberi intelligenciával bíró kutya. Cordwainer Smith Instrumentality of Mankind („Az emberiség közbenjárása”) sorozatában nem részletezett technológiával állatokból underpeople-t („ember alattiakat”) hoznak létre, hogy az emberiséget szolgálják, és a társadalom sokszor a szolgáknál is kevesebbre tartja őket. Smith az egyes ember alattiakat megértően ábrázolja, egyik legemlékezetesebb szereplője C’Mell, a macskanő, aki a The Ballad of Lost C'Mell (1962) és a Norstrilia (1975) c. művekben jelenik meg.
David Brin úgy nyilatkozott, hogy az Uplift-regények részben válaszként születtek arra a korai sci-fikben (pl. Smith munkáiban vagy A majmok bolygója c. regényben) elterjedt feltételezésre, hogy a felemelt állatokat anyagi javakként kezelnék vagy akár kellene kezelni, és nem értelmes lényekként. Így a sorozat konfliktusainak egy részét éppen a „galaktikusok” és az emberek a kliensfajaikhoz való különböző viszonyuk, eltérő megközelítéseik adják. A galaktika más fajai hagyományosan százezer évig tartó adósszolgaságban tartják felemelt klienseiket, ez alatt az idő alatt a patrónusok kiterjedt jogokkal bírnak a kliensek élete és munkaereje felett. Ezzel kontrasztban az emberek a felemelt delfinek és csimpánzok számára szinte az emberrel megegyező polgárjogokat biztosítottak, a néhány jogi és gazdasági hátrányt a felemelés folyamatának befejezetlensége indokolja.
S. Andrew Swann Moreau-sorozatában a genetikai úton katonai célra kifejlesztett állat-ember hibridek később az emberi társadalom másodosztályú tagjaivá váltak.
A Mass Effect számítógépes játék univerzumában a 22. század elején a Föld egyes régióiban szokásos volt egyes állatfajok felemelése, sőt, egyedileg tervezett életformák létrehozása, de a felvetődő etikai kérdések miatt ezt betiltották. Az első játékrész kezdete előtt mintegy ezer évvel a Salarian-ok felemelték a Kroganokat, akik abban az időben az agresszív Rachni faj ellen küzdöttek a nukleáris háború által szennyezett Tuchankán.
A 2001. Űrodisszeia című regény szerint az emberiség technológiai eszközök, a monolitok által végrehajtott, kulturális (és talán biológiai) felemelés során érte el jelenlegi állapotát. A folytatások arra utalnak, hogy később a felemelés folyamata hasonló eszközökkel az Europa hold őshonos életformáival fog folytatódni.
Dean R. Koontz 1987-es, Virrasztók című regényében egy „Einstein” nevű golden retrievert genetikai úton közel emberi intelligenciára emelnek fel, kémkedés céljából. Egy másik kísérletben emberszerű élőlényt is létrehoznak, melynek közel emberi intelligenciája és alapszintű nyelvi képességei testőri vagy harci célokra teszik alkalmassá.
A 2001. Űrodisszeiához hasonlóan a Spore című istenjátékban monolitok segítségével lehet fajokat felemelni.
A Schlock Mercenary űropera webes képregényben az emberek felemelték az elefántokat és a gorillákat, akik a többi fajjal egyenrangú társadalmi státust élveznek.
A Race for the Galaxy kártyajátéknak a felemelés az egyik fontos témája. Tom Lehmann játéktervező elmondása alapján az inspirációt David Brin Uplift-sorozata adta.
A Star Trek: Deep Space Nine-ban az Alapítók, egy alakváltó faj, amely megalkotta a Domíniumot, genetikailag továbbfejlesztette a korábban primitív vortákat a domínium adminisztrátorainak és politikusainak alkalmas, intelligens fajjá.
Az Eureka című amerikai televíziós sorozat első évadjában szerepel egy genetikailag továbbfejlesztett kutya, „Lojack”, aki 130-as intelligenciahányadossal rendelkezik.

## Kapcsolódó kifejezések, fogalmak
- Az Orion’s Arm („Orion karja”) projekt a provolúció (proaktív vagy progresszív evolúció) kifejezéssel írja le a felgyorsított evolúció folyamatát: az olyan fajt, ami felgyorsította saját evolúcióját, provolváltnak (provolve) nevezik.
- A kulturális felemelés megkülönböztetendő a biológiai felemeléstől, mivel nem változtatja meg fizikálisan az élőlényt. Az Iowa állambeli Great Ape Trust főemlős-rezervátumban 2005-től kulturális felemelési kísérletet végeznek bonobókkal.
- Doris Lessing Canopus in Argos-sorozatában a forced evolution („kényszerített evolúció”) kifejezést használja a szándékos biológiai és kulturális befolyásolás leírására.
- A Sztrugackij-fivérek a „progresszor” kifejezéssel írták le, akik ezt a munkát elvégzik. Néhány regényében Szergej Lukjanyenko is használja a kifejezést.
- Tim Eldred Grease Monkey-képregényeiben az Accelerated („felgyorsított”) kifejezéssel írja le a felemelt gorillákat.

Több UFO-kultusz, köztük a raëlizmus hívei is úgy gondolják, hogy az emberiséget biológiai úton felemelték, vagy a jövőben fel fogják emelni. Az Urantia könyv állítása szerint Ádám és Éva feladata az volt, hogy biológiailag felemeljék az emberiséget.

## Fordítás
- Ez a szócikk részben vagy egészben az Uplift (science fiction) című angol Wikipédia-szócikk ezen változatának fordításán alapul.  Az eredeti cikk szerkesztőit annak laptörténete sorolja fel. Ez a jelzés csupán a megfogalmazás eredetét és a szerzői jogokat jelzi, nem szolgál a cikkben szereplő információk forrásmegjelöléseként.